# Trafikpolis

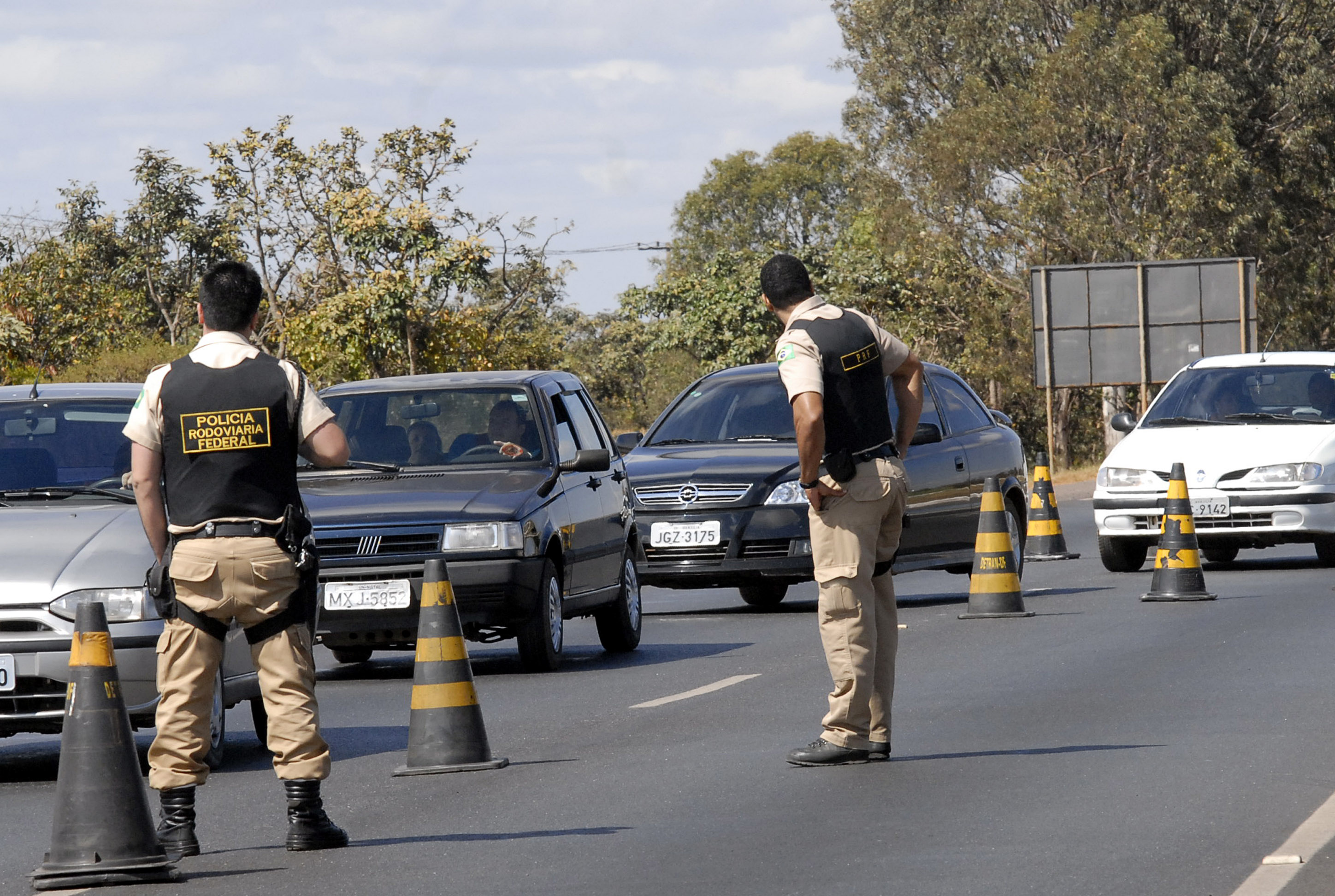
Poliskontroll utförd av den brasilianska trafikpolisen.

Trafikpolis är poliser som har i huvuduppgift att se till att trafiken flyter på som den ska. De brukar bland annat genomföra poliskontroll av bilisterna ute på vägarna. Vid övervakning av trafik används ofta motorcykel.
En trafikpolis är en specialistutbildad polis inom trafiksäkerhets/trafikbrottsområdet. Spetskompetensen kan vara polisiär motorcykelförarutbildning, förordnande att utföra flygande inspektion på samtliga motorfordon och släpvagnar, särskild behörighet att utföra kontroll av farligt gods, särskild behörighet att utföra kontroll av kör och vilotider, kontroll av lastsäkring, kontroll av vikt och måttregler, kontroll av nationella och internationella transporter, kontroll av dispenstransporter, mätning med genomsnittshastighetsmätare med flera kompetenser, samt instruktörsutbildningar i ovanstående ämnen.
Att få fram en fullutbildad och erfaren trafikpolis tar minst 10 år.

## Polisbil

### Passiv visuell varning
Idag är polisbilar oftast försedda med reflekterande och fluorescerande rutigt Battenburgmönster.

## Galleri

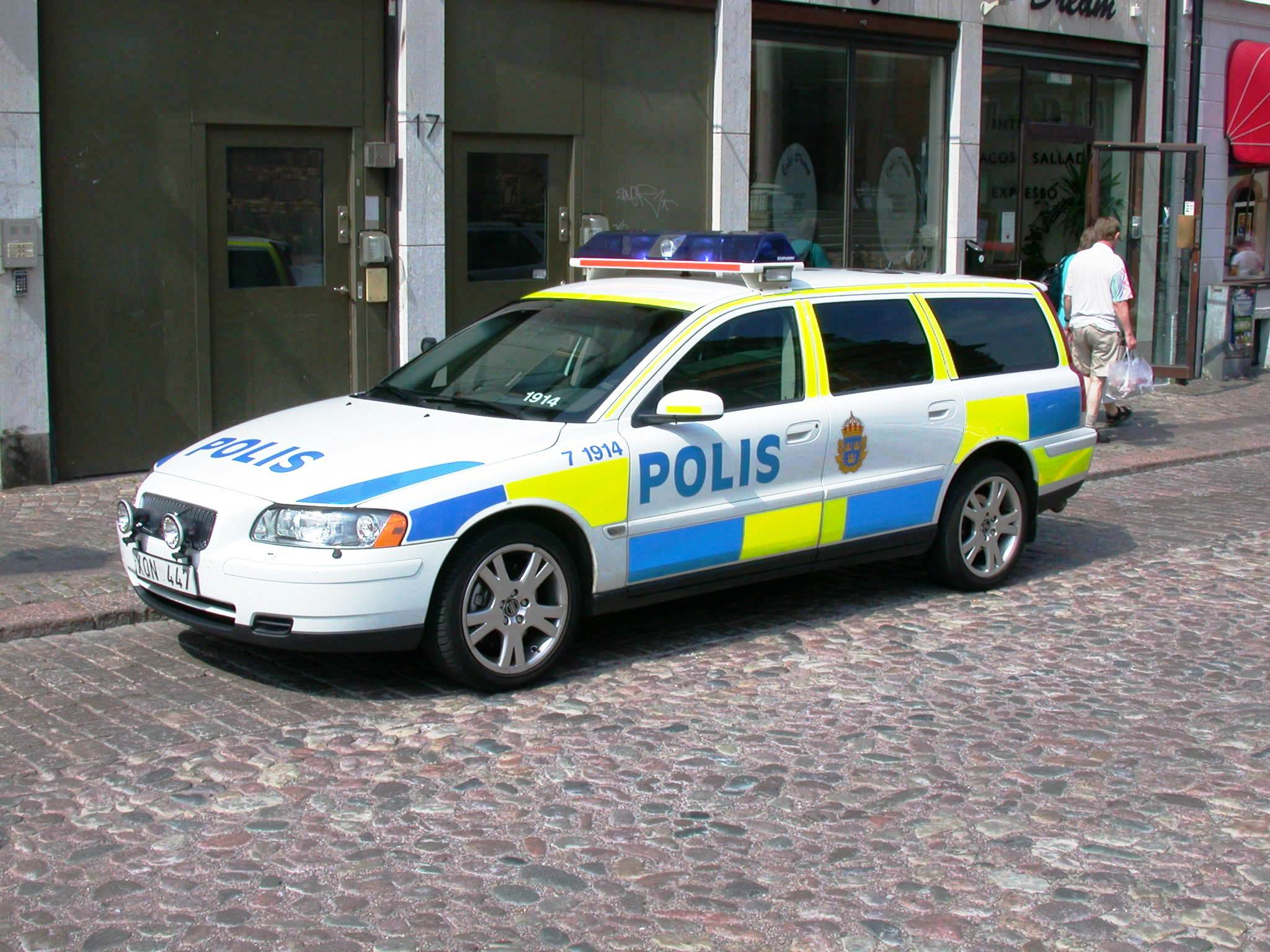
Svensk Volvo V70 polisbil.